# Sikringsanlæg
Sikringsanlæg er en type af systemer til jernbaner, som styrer sporskifter og signaler på stationer og jernbanestrækninger.

## Funktion
Et minimalt sikringsanlæg består af signaler, men det mest normale er der også sporskifter, overkørsler og andet udstyr. Nogle af funktioner er.
- Signaler må ikke tillade konfliktene togveje på samme tid.
- Sporskifter og andre enheder skal sættes i bestemt position før et signal tillader et tog at køre et bestemt togvej.
- Når en togvej er sat, og et tog har fået et signal til at køre på en bestemt togvej, låses alle sporskifter og andre objekter indtil toget er kommet ud af den togvej som er sat, eller signalet er taget tilbage og en bestemt tid er gået, så der er mulighed for, at toget kan standse uden at passere signalet.

## Tidlige anlæg
De første sikringsanlæg blev installeret på meget trafikerede strækninger. Første anlæg i Danmark var København-Klampenborg i 1878, hvor stationerne blev sikret med centralaflåsning af sporskifter og med linjeblok imellem stationerne for at kunne håndtere den store udflugtstrafik til Dyrehaven om søndagen.

## Mekaniske sikringsanlæg
Et simpelt mekaniske anlæg var af svingbuktypen, der var almindelig på sidebanerne. Her var det var det normalt kun signalerne uden for stationen som blev betjent med trådtræk. Sporskifterne blev betjent ved at bringe nøgler - ved at gå/løbe/cykle - ud til sporskiftet, der blev låst op når det skulle omstilles. Nøglerne sad indlåst i svingbukken, når der skulle sættes signal for indkørsel. Svingbukken var normalt opstillet udendørs. Der var normalt kun signaler uden for station til at angive om tog måtte køre ind eller igennem stationen. Udkørsel skete normalt ved at stationsbestyreren gav tilladelse til afgang ved hjælp af håndsignal.
På mere trafikerede stationer var anlægget sat ind i et signalhus eller en kommandopost enten ved en tilbygning ved stationen eller i bedst fald i stationskontoret – alt efter hvad pladsforholdene tillod. Sporskifter i togveje var normalt centralbetjent og kunne stilles fra centralapparatet via trådtræk. Andre sporskifter var centralaflåst og kunne låses op med trådtræk, så de ved rangering kunne omstilles på stedet. Der kunne også være sporskifter som var nøgleaflåst. Her skulle der tages en nøgle ud af centralapparatet og bringes ud til sporskiftet og nøglen skulle tilbage igen efter brug.
Når en togvej skulle sættes – når et tog skulle køre ind, ud eller igennem en station – låstes alle sporskifte i togvejen i den stilling som togvejen krævede. Når sporskifterne var indstillet og aflåst, låstes togvejen så sporskifterne ikke kunne omstilles, der ikke kunne sættes andre togveje som berørte togvejen og håndtag til signaler blev frigivet. Når toget havde passeret, sattes signalerne på stop, togveje og sporskifte kunne derefter frigives.
Denne låsning af en togvej skete ved at der trækkes såkaldt lineal. Den lineal kunne kun bevæges hvis sporskifterne var i den rette position for togvejen, ved at tilhørende håndtag og nøgler var i den rette plads. Og når en togvej skulle tages tilbage skulle håndtag til signaler være på plads – dvs. sat på stop.
På større stationer kunne man ikke nøjes med ét apparat, idet det er begrænset hvor langt en trådtræk kan være imellem en signalpost og signal eller sporskifte – og man skulle helst kunne se om et spor var frit eller ej. Opgaverne blev fordelt på 2 eller flere signalposter og en kommandopost. Kommandoposten kunne være i en af signalposterne, men den kunne også være i stationskontoret eller på en perron. Afhængighederne imellem posterne etableredes normalt med elektriske felter til at blokere eller frigive togveje. Der var på større stationer også signaler til udkørsel.
Til de mekaniske anlæg kunne der tilføjes ekstra funktioner, som til nutildags er standard eller forbedret på anden vis. De mest almindelige funktioner var fx at man kunne blokere et håndtag til en sporskifter, hvis der er vogne eller lokomotiver ved den, så et sporskrifte ikke blev omlagt imens den blev passeret af et tog. Ellers kunne være rækkefølgeapparater, som gjorde at håndtering af bevægelser af tog kun kunne sket i bestemt rækkefølge. Og automatisk stopfald – dvs. efter et tog har passeret et signal, gik det automatisk på stop.
Mekaniske sikringsanlæg findes ikke mere i drift i Danmark, men i fx Tyskland er det stadig i drift både på større og mindre stationer.

## Elektromekaniske sikringsanlæg
Elektromekaniske sikringsanlæg er en videreudvikling af de mekaniske anlæg. I stedet for trådtræk sker styring af signaler og sporskifter elektrisk. Enten ved motorer eller på nye anlæg som lyssignaler. Det mest almindelige til at sikre afhængigheder imellem signaler og sporskifter var mekaniske låsning – linealer som i mekaniske anlæg. Senere typer have elektrisk låsning, fx de anlæg der var i Fredericia og Århus.
Type 1912 var den mest almindelige type elektromekaniske sikringsanlæg - sammen med type 1946, der er en danskbygget udgave af type 1912. Type 1946 blev udviklet efter krigen, og blev brugt som erstatning for anlæg der var krigskadet og enkelte nyanlæg. Elektromekaniske anlæg findes stadig på stationerne i Randers (1912), Langå (1946), Horsens (1912), Hjørring (1946), Hillerød (1946), Skørping (1946) og Struer (1946).

## Relæbaseret sikringsanlæg
Den næste generation af sikringsanlæg er baseret på relæer. Specielt de først anlæg bygger på de samme principper som de mekaniske og elektromekaniske anlæg. Men de er normalt indrettet med flere funktioner. F.eks. kan de fleste anlæg fjernstyres, så man kan betjene flere stationer fra en enkelt fjernstyringscentral. Typen er meget fleksibel – fra den mindre station til nogle af de største. Ulempen er at ved større anlæg er omkostningerne til projektering meget høje fordi anlæggene er komplekse, da alle mulighederne af togveje, som man ville bruge, skulle implementeres i anlægget. Men fordi det har været en simpel type af sikringsanlæg, har man brugt typen ved nyanlæg på mindre stationer indtil 1990'erne og over halvdelen af de nuværende anlæg på danske stationer er baseret på denne type anlæg.
Type 1953 er grundtypen og bruges på større stationer, Type 1954 bruges på mindre stationer specielt på enkeltsporede strækninger. Type 1953/1954 er en kombination af de andre typer, som bruges mest på mindre stationer på dobbeltsporede strækninger.

## Sikringsanlæg baseret på relægrupper
Ved større anlæg var det kompliceret og dyrt at projektere og opbygge anlæg baseret på individuelle relæer. Derfor var de det næste trin at bygge anlæg efter et andet og mere simpel princip – man havde en gruppe af relæer som styrede et objekt: et sporskifte, en sporisolation eller et signal. Disse standardiserede relægrupper blev forbundet af ledninger, der afspejler spornettet på en station. Fordelen er at det er nemmere at projektere anlægget – relægrupperne kommer direkte fra fabrik og er klar til brug. Ulempen er at prisen på relægrupperne er høj. Så det kan bedst betale sig at bruge typen på de større stationer. Anlægstypen er sidst anvendt på Ringsted Station (i 2006). På S-banen er typen sidst installeret på Gentofte Station og alle stationer på Ringbanen. Relægruppeanlæg type 1969 findes på de fleste strækninger på S-banen.
Type 1964 blev udviklet til større stationer, der ikke skulle fjernstyres. Type 1969 med integreret HKT bruges på S-banerne og type 1972 på mellemstore, fjernstyrede stationer på fjernbanerne.

## Fuldelektronisk sikringsanlæg
Næste generation anlæg blev baseret på computere.
Første type i Danmark – DSB type 1977 – var et forsøg på at udvikle et dansk sikringsanlæg baseret på computere. Dog er det ikke et helt fuldelektronisk anlæg – det er stadig en del funktioner som varetages af relæer og fjernede ikke de bindinger, der var i relæbaserede anlæg. Denne type blev først installeret på strækningen fra Vejle til og med Holstebro. Senere blev på strækningen Roskilde-Køge-Næstved på mellemstationer med undtagelse af Køge installeret i en forbedret udgave af typen.
I senere typer af er mere af logikken flyttet over i computeren. Der er en central del, som håndterer logikken og enheder ude ved sporene, som håndterer styring af signaler, sporisolationer og sporskifter. Efter den kapacitet den centrale enhed har, kan den styre et stort område med mange stationer. Fx bliver Hobro og Fårup stationer håndteret i samme anlæg.
Efter hvad for en leverandør er der en eller flere computere, der varetager håndtering af operationerne. Hvis der er kun en computer, programmeres 2 programmer af 2 uafhængige designs, hvor resultatet af disse programmer sammenlignes inden de sendes videre ud. Hvis 2 programmer er enige sendes ordre til de enheder som styrer sporskifter og signaler. Hvis der er et system med flere centrale computere, behandler de alle ordrer og hændelser i computerne og inden en ordre kan blive udført bliver resultatet sammenlignet og de forskellige computer skal være enige, hvis der er 2 computere og 2 af dem skal være enige, når der er 3 computer i sikringsanlægget.
Den type som bruge i Danmark – DSB type 1990 – er et produkt fra Bombardier – Ebilock 850. Den er af gruppen af anlæg, der kun har en computer, hvor der er 2 programmer, som skal komme til samme resultat inden en ordre udføres. Den type bruges på stationerne Hobro og Århus H, samt strækningerne ved Storebæltsforbindelsen og Øresundsforbindelsen.
I forbindelse med at Arriva skulle overtage trafikken på bl.a. strækningen Herning-Skjern, måtte man udskifte anlægget i Borris, da Arriva ville bruge stationen til krydsninger og stationen have et mekaniske anlæg i brug som sidste sted i Danmark og dette anlæg ikke kunne fjernstyres. Til erstatning for dette mekaniske anlæg, blev valgt et simpelt computerstyret anlæg baseret på PLC-teknik. Denne anlægstype er senere også taget i brug på alle togfølgestationer på Grenå-banen.

## Fremtiden
Den computerbaserede anlægstype Ebilock 850 (DSB type 1990) er gået ud af produktion, og de typer, som afløser dem, er ikke blevet tilpasset til danske formål. Og hvis de nye type skal bruges, skal der indkøbes i stor omfang for at kunne forsvare omkostningerne til tilpasning til danske forhold og den tunge godkendelsesproces.
Relæanlæg er blevet svære at håndtere, da man i andre brancher har forlagt relæteknologien. Sikkerhedsrelæer produceres ikke i samme omfang som tidligere og der bliver ikke uddannet folk i uddannelsessystemet, som kan vedligeholde dem.
Men det nye anlæg til Ringsted Station, som blev taget i brug i 2006, blev der valgt relægruppeanlæg , da det var den eneste type som kunne leveres og var godkendt. Man var i Danmark kommet ind i blindgyde – der skulle ske noget.
Derfor blev der i 2007 besluttet, at alle Banedanmarks anlæg skal udskiftes til nye typer af anlæg, for at komme over på en ny generation af anlæg. Ved samme lejlighed, når er i gang, har man valgt at togkontrolsystemet skal udskiftes til ERTMS/ETCS level 2 på fjernbanerne og vil lave helt nye sikkerhedsregler, så man bliver mere uafhængige af specielle danske regler. Det var forventet at de første anlæg sættes i drift omkring 2015 og at projektet er færdig omkring 2021. Dog er projektet blevet forsinket, men 2 første strækninger - Lindholm-Frederikshavn og Roskilde-Lille Skensved - forventes at blive sat i drift efteråret 2018 og projektet kan, hvis det er nødvendig, forlænges indtil 2030.